# Orde van Verdienste van de Arbeid (Italië)

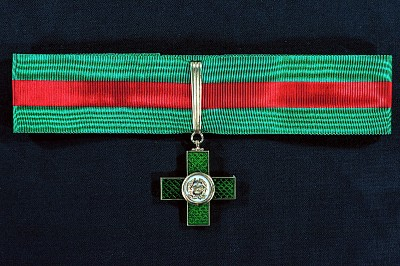
De versierselen van de orde

De Orde van Verdienste van de Arbeid (Italiaans: "Ordine al Merito del Lavoro") werd in 1901 door de dat jaar op de troon gekomen Koning Victor Emanuel III van Italië gesticht. Het is de opvolger van de oudere decoratie voor Verdienste in de Industrie en de Landbouw. De ridderorde overleefde de val van de Italiaanse monarchie en werd in 1952 en 1968 gereorganiseerd.
Aan het hoofd van de Orde staat de President van de Italiaanse Republiek. De orde wordt ieder jaar op 1 juni aan veertig Italianen voor hun verdienste in de ambachten, de industrie en de landbouw verleend en heeft een enkele graad.
Het kleinood is een zilveren groen geëmailleerd kruis van Genève met in het midden een zilveren medaillon met het wapen van de republiek en op de keerzijde de tekst "AL MERITO DEL LAVORO-1901".

Het lint is groen met een brede rode streep en de orde wordt door de "Cavaliere del Lavoro" om de hals gedragen.